# Estadio 9 de Mayo
El Estadio 9 de Mayo, denominado por razones de patrocinio Estadio 9 de Mayo Banco de Machala, es un estadio de fútbol de Ecuador está ubicado en la avenida 25 de junio y Las Palmeras de la ciudad de Machala su capacidad es para 16 500 espectadores, y allí juega como local el Orense Sporting Club de la Serie A del fútbol ecuatoriano.

## Historia

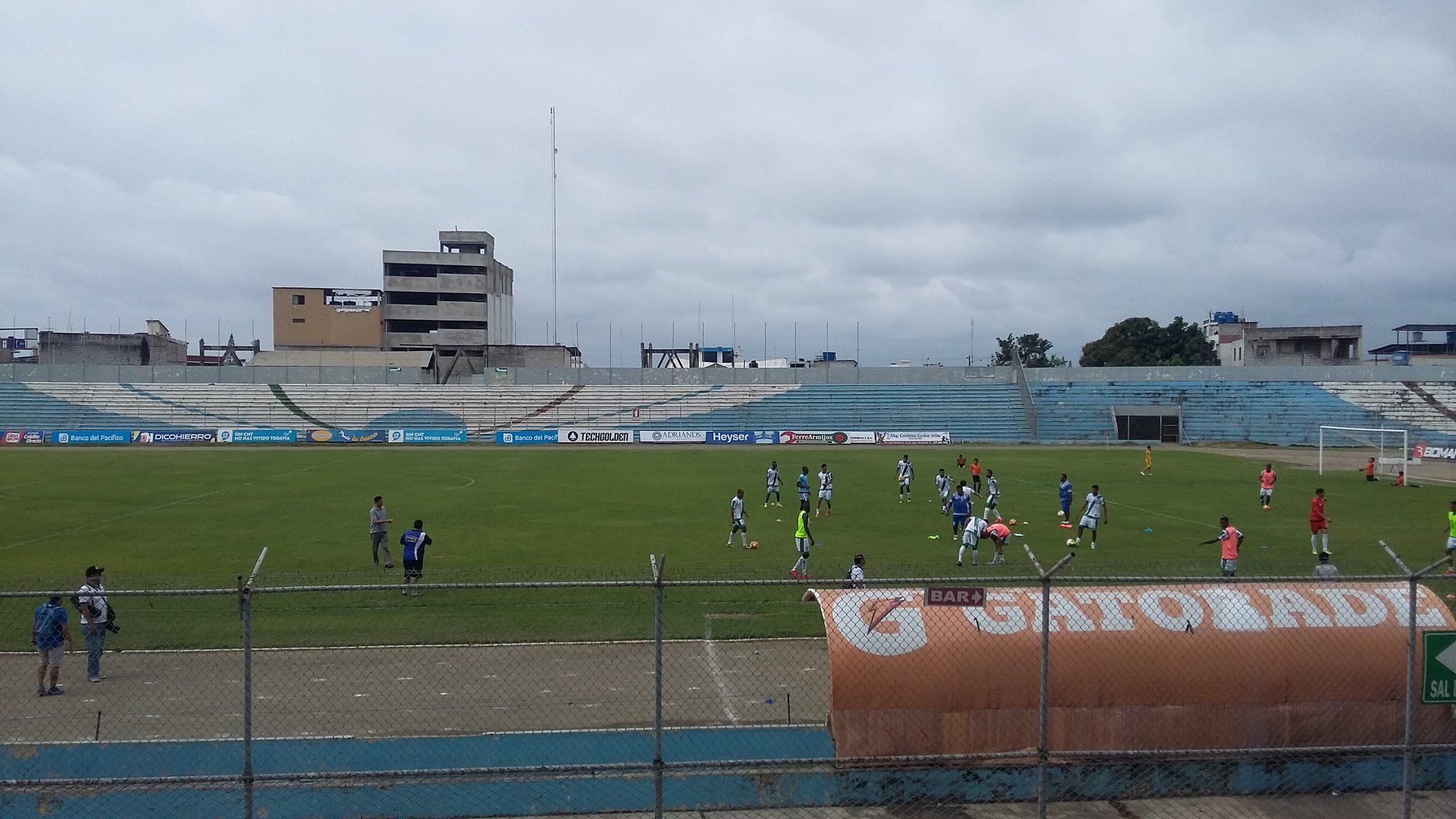
Vista desde la tribuna

Fue inaugurado el 9 de mayo de 1939 conmemorando los 44 años de la justa heroica de los héroes de la Batalla de las Carretas de Machala que ocurrió en la misma fecha en 1895, treinta y un años después el estadio 9 de Mayo fue remodelado, reconstruido y reinaugurado de 1970 a 1974 y para la Copa América realizado en Ecuador en 1993. En 1985 se instaló un marcador electrónico de fabricación húngara Electroimpex y en 1986 se instaló las cuatro torres de iluminación.
Este estadio fue una de las sedes de la Copa América Ecuador 1993, y se disputaron allí partidos entre Colombia, México y Bolivia.
En 2001 y con apariencia renovada, allí se jugaron tres partidos de la ronda final del Campeonato Sudamericano Sub-20 Ecuador 2001: entre Brasil, Colombia, Argentina, Chile, Paraguay y Ecuador (país anfitrión).
Acerca de competencias deportivas, este estadio acogió a nivel nacional, fue sede de los IX Juegos Deportivos Nacionales Machala 2000.
El estadio también desempeña un importante papel en el fútbol local, ya que los clubes machaleños Carmen Mora de Encalada de Pasaje (provisional), Bonita Banana, Audaz Octubrino, Santos de El Guabo (provisional), Atlético Audaz, Fuerza Amarilla, Orense Sporting Club, Kléber Franco Cruz, Bolívar, Urseza, Parma, Junín, Deportivo Machala, Atlético Pacífico, Santa Fe, Río Amarillo de Portovelo, Estudiantes Octubrinos, Sport Banaoro, Macarsa, América de Machala, Oro Fútbol Club, LDU de Machala, Machala Fútbol Club y Machala Sporting Club hacían y/o hacen de locales en este escenario deportivo.
Asimismo, este estadio es sede de distintos eventos deportivos a niveles provincial y local, así como es escenario para varios eventos de tipo cultural, especialmente conciertos musicales (que también se realizan en el Coliseo de Deportes de la ciudad y en el Recinto Ferial de Machala) y fue protagonista de la LigaPro Banco Pichincha Pymes que recibió Orense Sporting Club como campeón de la Serie B Del Torneo Ecuatoriano y así clasificando a la Serie A luego de ganarle de visitante y de local a Liga Deportiva Universitaria de Portoviejo.

## Partidos en el estadio 9 de Mayo de Machala

### Partidos de la Copa América Ecuador 1993
En el estadio 9 de Mayo se jugaron los siguientes partidos:
| 16 de junio de 1993 | Colombia                       | 2:1 (1:0) | México    |                                                                    |                                                                    |
|                     | Valencia 35' · Aristizábal 87' |           | Zague 57' | Asistencia: 20 000 espectadores Árbitro(s): Jorge Nieves (Uruguay) | Asistencia: 20 000 espectadores Árbitro(s): Jorge Nieves (Uruguay) |

| 20 de junio de 1993 | Colombia            | 1:1 (0:0) | Bolivia        |                                                                     |                                                                     |
|                     | Maturana 18' (pen.) |           | Etcheverry 14' | Asistencia: 11 000 espectadores Árbitro(s): Marcio Rezende (Brasil) | Asistencia: 11 000 espectadores Árbitro(s): Marcio Rezende (Brasil) |

### Partidos del Sudamericano Sub-20 Ecuador 2001
En el Estadio 9 de Mayo se jugaron los siguientes partidos:
| 24 de enero de 2001 | Brasil | 6:0 | Chile |                                 |  |
|                     |        |     |       | Asistencia: 15 000 espectadores |  |

| 24 de enero de 2001 | Ecuador | 0:1 | Argentina |                                 |  |
|                     |         |     |           | Asistencia: 15 000 espectadores |  |

| 24 de enero de 2001 | Paraguay | 2:0 | Colombia |                                 |  |
|                     |          |     |          | Asistencia: 15 000 espectadores |  |